# Henry Aylmer
Pour les articles homonymes, voir Aylmer.
Henry Aylmer (24 avril 1843-27 juillet 1918) fut un avocat et homme politique fédéral du Québec.

## Biographie
Né à Melbourne dans la région de l'Estrie, Henry Aylmer étudie à Montréal et au Royal Naval College de Portsmouth en Angleterre. Revenu au Canada, il sert durant les raids féniens et est Lieutenant dans les Royal Marines. Il fut l'organisateur de la batterie de terrain de Richmond en 1876 et dont il obtint le commandement en 1887. Ensuite, il retourne dans sa ville natale pour pratiquer le droit.
Élu député du Parti libéral du Canada dans la circonscription fédérale de Richmond—Wolfe en 1874, il fut défait en 1878 par le conservateur William Bullock Ives. Il est à nouveau défait par Ives dans Ville de Sherbrooke en 1896.